# Nyodes mariae
Nyodes mariae är en fjärilsart som beskrevs av François Louis Nompar de Caumont de Laporte 1972. Nyodes mariae ingår i släktet Nyodes och familjen nattflyn. Inga underarter finns listade i Catalogue of Life.